# Ruth Zuther
Ruth Zuther (ur. 29 maja 1926 w Łodzi, zm. 25 lipca 2015 w Tostedt) – niemiecka samorządowiec, nauczycielka, społeczniczka.

## Życiorys
Urodziła się w 1926 roku w Łodzi w mieszkającej tu rodzinie niemieckiej. Od 1953 roku mieszkanka Tostedt. W 1972 roku jako pierwsza kobieta została wybrana do rady powiatu Harburg, w której była przewodniczącą Komisji Społecznej i Zdrowia, udzielając się na rzecz osób korzystających z pomocy społecznej. W latach 1979–1982 była burmistrzem i jednocześnie dyrektorem Urzędu Gminy w Tostedt oraz przewodniczącą Związku Dolnosaksońskich Miast i Gmin.
Angażowała się aktywnie w rozwijanie partnerstwa samorządów Polski i Niemiec. W 1993 roku założyła Towarzystwo Niemiecko-Polskie. Z jej inicjatywy w 1993 została podpisana umowa partnerska między Lubaczowem i Tostedt. "Umowę o kierunkach współpracy między miastami Lubaczów i Tostedt" podpisali ze strony polskiej przewodniczący Rady Miejskiej Arkadiusz Przybylski i burmistrz Wiesław Bek, a ze strony niemieckiej burmistrz Klaus-Dieter Feindt i dyrektor gminy Tostedt Volker Laubrich. 26 marca 1996 roku w uznaniu jej zasług w budowie partnerstwa obydwu miast Rada Miejska w Lubaczowie na uroczystej sesji nadała Ruth Zuther tytuł Honorowego Obywatela Miasta Lubaczowa.
Organizatorka licznych transportów z pomocą w postaci sprzętu medycznego, karetek, wózków inwalidzkich dla instytucji, stowarzyszeń i osób niepełnosprawnych, np. dla Domów Pomocy Społecznej w Rudzie Różanieckiej i Domu Pomocy Społecznej dla Dzieci sióstr Albertynek w Lubaczowie. Obdarowała także instrumentami miejscowe Towarzystwo Muzyczne. Przywożąc ze sobą dary niejednokrotnie odwiedzała Lubaczów.
W 2001 roku otrzymała Srebrny Krzyż Zasługi Rzeczypospolitej Polskiej. Zmarła w nocy z 25 na 26 lipca 2015 roku. Uroczystości pogrzebowe odbyły się 7 sierpnia 2015 r. w Tostedt.